# Louis Besson
Louis Besson (ur. 6 maja 1937 w Barby) – francuski polityk i samorządowiec, poseł do Zgromadzenia Narodowego, w latach 1990–1991 minister.

## Życiorys
Ukończył Institut d'études politiques de Grenoble. Pracował w administracji uczelnianej i jako dyrektor jednej z lokalnych instytucji w Chambéry. Działacz Partii Socjalistycznej. W latach 1965–1989 był merem swojej rodzinnej miejscowości. W 1973 został radnym departamentu Sabaudia, zasiadał w tym gremium do 2001, w latach 1976–1982 jako przewodniczący rady generalnej. Od 1986 do 1998 był radnym regionu Rodan-Alpy. Pełnił też różne funkcje w samorządzie Chambéry, w tym między 1989 a 2007 zajmował stanowisko mera. Później przewodniczył administracji metropolitalnej tej miejscowości.
W 1973, 1978, 1981, 1986 i 1988 uzyskiwał mandat posła do Zgromadzenia Narodowego V, VI, VII, VIII i IX kadencji.
Był członkiem drugiego rządu Michela Rocarda jako minister delegowany (wiceminister) do spraw mieszkalnictwa (od marca 1989), a następnie jako minister zaopatrzenia, mieszkalnictwa, transportu i spraw morskich (od grudnia 1990 do maja 1991). Później był członkiem sekcji Rady Gospodarczej i Społecznej i przewodniczącym HCLPD, komitetu zajmującego się problematyką mieszkalnictwa. Wchodził także w skład gabinetu Lionela Jospina jako sekretarz stanu do spraw mieszkalnictwa (od czerwca 1997 do marca 2001).
Odznaczony Legią Honorową klasy V, IV i III.